# Квинт Сикиний Клар
Квинт Сициний Клар (на латински: Quintus Sicinnius Clarus, на гръцки: Κόϊντος Σικίννιος Κλᾶρος) е римски управител на провинция Тракия (legatus Augusti pro praetore Thraciae) по времето на август Септимий Север в периода 201 – 204 г. Произлиза от знатния римски род Сицинии.
Участва в издаването на монетни емисии чрез градската управа на Хадрианопол (дн. Одрин), Августа Траяна (дн. Стара Загора), Пауталия (дн. Кюстендил) и вероятно Анхиало (дн. Поморие). Клар е последният управител на Тракия, чието име присъства върху монетите на градските управи от провинцията. Участва в посрещането на императорското семейство в провинцията през 202 г. при завръщането му от Антиохия в Рим. Организира основаването на тържището Емпориум Пизос при дн. с. Димитриево през 202 г.